# Naomi Feil
Naomi Gisela Feil (Múnich, 22 de julio de 1932-Eugene, Oregón; 24 de diciembre de 2023) fue una gerontóloga y autora alemana-estadounidense que desarrolló la terapia de validación (terapia holística que se centra en la empatía y proporciona medios para que las personas con déficit cognitivo y demencia se comuniquen).

## Biografía
Nació en Múnich el 22 de julio de 1932, y emigró a los Estados Unidos en julio de 1937, donde creció primero en la ciudad de Nueva York y luego, a partir de los 8 años, en Cleveland (Ohio), en el Hogar para Ancianos Montefiore, donde sus padres trabajaban. Su madre era la jefa del Departamento de Servicios Sociales y su padre era el administrador.
Entre 1963 y 1980, desarrolló la «terapia de validación» como una alternativa a los métodos tradicionales de trabajar con adultos mayores severamente desorientados. Validation: The Feil Method fue su primer libro publicado en 1982, seguido por The Validation Breakthrough, su segundo, publicado en 1993.
En noviembre de 2023, comunicó a la red mundial de profesionales de la terapia de validación que tenía cáncer metastásico. Su marido, el cineasta Edward Feil, falleció antes que ella. Feil murió en Eugene, Oregón el 24 de diciembre de 2023 a los 91 años de edad.